# Harvey Atkin
Harvey Atkin (Toronto, 1942. december 18. – Toronto, 2017. július 17.) kanadai színész, szinkronszínész.

## Filmjei

### Mozifilmek
- Száguldás gyilkosságokkal (Silver Streak) (1976)
- Szabad az út (High-Ballin') (1978)
- Dilibogyók – Táborparádé (Meatballs) (1979)
- Atlantic City (1980)
- Lidérc (Incubus) (1982)
- Látogatási idő (Visiting Hours) (1982)
- Utazó koporsó (Finders Keepers) (1984)
- Légy bátor és erős (Joshua Then and Now) (1985)
- Ágyúgolyó futam 3. – Sebességzóna (Speed Zone) (1989)
- Eddie és a cirkálók 2. (Eddie and the Cruisers II: Eddie Lives!) (1989)
- Az exkommandós 2: A maffia csapdájában (Snake Eater II: The Drug Buster) (1989)
- Bűnben égve (Guilty as Sin) (1993)
- Lökött bagázs (The Stupids) (1996)
- Szerelem és halál Long Islanden (Love and Death on Long Island) (1997)
- Fájó gondviselés (Critical Care) (1997)
- Egy kemény zsaru (One Tough Cop) (1998)
- Barney és a nők (Barney's Version) (2010)

### Tv-filmek
- Téves kapcsolás (Sorry, Wrong Number) (1989)
- A kilences vágány áldozatai (Terror on Track 9) (1992)
- Szívek évadja (Seasons of the Heart) (1994)
- Szerelem és becsület határán (Between Love and Honor) (1995)
- A zsaru családja (Family of Cops) (1995)
- Lököttek háza (Radiant City) (1996)
- Visszapassz (Rebound: The Legend of Earl 'The Goat' Manigault) (1996)
- Vágy a karrier után (Out of Sync) (2000)
- Klubvilág (Club Land) (2001)
- A rúzs színe (Why I Wore Lipstick to My Mastectomy) (2006)

### Tv-sorozatok
- Cagney & Lacey (1981–1988, 95 epizódban)
- A veszélyes öböl (Danger Bay) (1986, egy epizódban)
- Alf (1988–1989, hang, 13 epizódban)
- The Super Mario Bros. Super Show! (1989, hang, 65 epizódban)
- Super Mario kalandjai (The Adventures of Super Mario Bros. 3) (1990, hang, 26 epizódban)
- Trópusi hőség (Sweating Bullets) (1991, egy epizódban)
- Little Shop (1991, hang, 13 epizódban)
- Wish Kid (1991, hang, 13 epizódban)
- The New Super Mario World (1991, hang, 12 epizódban)
- Tintin kalandjai (The Adventures of Tintin) (1992, hang, 13 epizódban)
- Robotzsaru (RoboCop) (1994, egy epizódban)
- Fraser és a farkas (Due South) (1994, egy epizódban)
- Varázslatos álmok (Sailor Moon) (1995, hang, két epizódban)
- Libabőr (Goosebumps) (1996, egy epizódban)
- The Adventures of Sam & Max: Freelance Police (1997–1998, 24 epizódban)
- Rossz kutya (Bad Dog) (1998, hang, egy epizódban)
- Esküdt ellenségek (Law & Order) (1998, 2000, két epizódban)
- Farkas a suliban (Big Wolf on Campus) (2000, egy epizódban)
- Esküdt ellenségek: Különleges ügyosztály (Law & Order: Special Victims Unit) (2000–2011, 18 epizódban)
- Doki (Doc) (2002, egy epizódban)
- Esküdt ellenségek: Bűnös szándék (Law & Order: Criminal Intent) (2002–2005, két epizódban)
- 18 és az élet (18 to Life) (2010, egy epizódban)
- Erica világa (Being Erica) (2011, egy epizódban)
- Briliáns elmék (Suits) (2011, 2013, két epizódban)